# Robert Mann (Musiker)
Robert Nathaniel Mann (* 19. Juli 1920 in Portland; † 1. Januar 2018 in Manhattan) war ein US-amerikanischer Geiger, Dirigent, Musikpädagoge und Komponist.
Mann begann seine Violinausbildung im Alter von acht Jahren und wurde 1933 in die Klasse von Edouard Hurlimann, dem Konzertmeister des Portland Symphony Orchestra, aufgenommen. Ab 1938 studierte er an der Juilliard School Violine bei Édouard Dethier, Komposition bei Bernard Wagenaar und Stefan Wolpe und Dirigieren bei Edgar Schenkman. 1946 gründete er auf Anregung von William Schuman das Juilliard String Quartet, dem er mehr als 50 Jahre bis 1997 als Erster Geiger angehörte und in weit mehr als 5000 Konzerten u. a. die Uraufführungen von über einhundert Werken spielte. 2012 gründete er an der Manhattan School of Music das Robert Mann String Quartet Institute, im Jahr 2013 debütierte hier das Mann Quartet mit den Geigern Robert Mann und Peter Winograd, dem Bratschisten Nicholas Mann und dem Cellisten David Geber. 2014 wurde Mann mit der President’s Medal der Juilliard School geehrt. Allan Miller drehte 2014 einen Dokumentarfilm über Mann unter dem Titel Speak the Music.
Als Dirigent leitete er u. a. das  New York Chamber Symphony Orchestra, das Manhattan School of Music Symphony Orchestra und Ensembles bei den Festivals von Ravinia, Tanglewood und Aspen. Auf Einladung von Seiji Ozawa war er Artist in Residence beim Saito Kinen Music Festival und unterrichtete an dessen International Academy for String Quartets. Ab 1971 war er Präsident der Walter W. Naumburg Foundation. 1996 wurde er in die American Academy of Arts and Sciences aufgenommen.
Zu den Kompositionen Manns zählen mehr als dreißig Werke für Sprecher und verschiedene Instrumente, die von seiner Frau, der Schauspielerin Lucy Rowan Mann aufgeführt wurden. Weiterhin komponierte er u. a. eine Orchesterphantasie, ein Duo für Violine und Klavier, das von Itzhak Perlman in der Carnegie Hall uraufgeführt wurde, ein Streichquartett, ein Duo für Cello und Klavier (für Joel Krosnick und Gilbert Kalish), ein Orchesterkonzert, ein Lament für zwei Bratschen und Orchester und Dreamtime, ein Werk, das von David Aaron Carpenter aufgenommen wurde.